# Ugo Cerletti
Ugo Cerletti (Conegliano, 26 settembre 1877 – Roma, 25 luglio 1963) è stato uno psichiatra e neurologo italiano.
Ideatore della terapia elettroconvulsivante, comunemente nota con il nome di elettroshock, utilizzata per la cura di alcuni disturbi mentali.

## Biografia
Ugo Cerletti era figlio di Giovanni Battista Cerletti, illustre enologo di Chiavenna stabilitosi a Conegliano per dirigere la locale Scuola Enologica.
Cerletti era il secondo di tre figli: il fratello, Aldo, era di due anni più grande di lui, mentre la sorella, Olga, era nata nel 1882. La sua famiglia apparteneva all'alta borghesia. La madre, Margherita Pizzala, era figlia di un industriale lombardo. Nel 1886 la famiglia Cerletti si trasferì a Roma, dove Ugo dapprima frequentò l'istituto Massimo e poi si iscrisse al Liceo Classico Visconti.
Nel 1895 dopo aver conseguito il diploma liceale decise di iscriversi a medicina. Terminato il primo anno di studi, poiché la famiglia si stabilì a Milano, si trasferì presso l'università di Torino dove trascorse due anni. Nel 1898 fece poi ritorno a Roma dove studiò con Giovanni Mingazzini ed Ezio Sciamanna (docenti di neuropatologia il primo e di psichiatria il secondo). Approfondì i suoi studi con i più eminenti neurologi del suo tempo, prima a Parigi, con Pierre Marie ed Ernest Dupré, e poi a Monaco, con Emil Kraepelin (il "padre" della psichiatria scientifica moderna) e Alois Alzheimer (scopritore della demenza senile, malattia che porta oggi il suo nome).

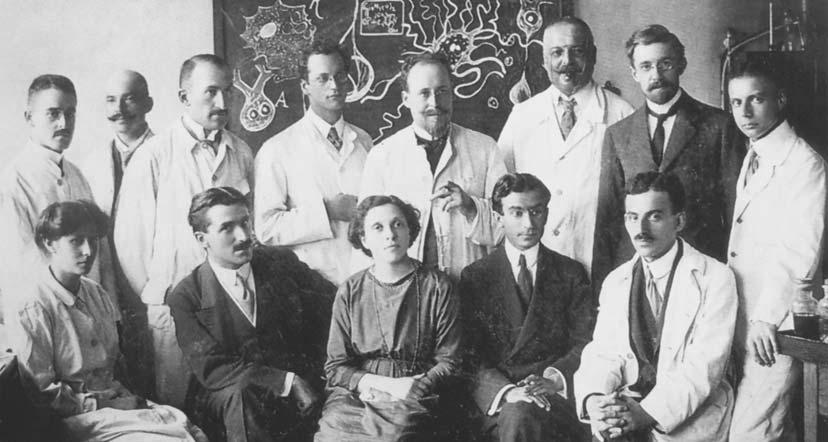
Prima fila da sinistra: la signora Adele Grombach, Ugo Cerletti, sconosciuto, Francesco Bonfiglio, Gaetano Perusini. Seconda fila da sinistra: Fritz Lotmar, sconosciuto, Stefan Rosental, Allers, sconosciuto, Alois Alzheimer, Nicolás Achucarro, Friedrich Heinrich Lewy.

Successivamente studiò a Heidelberg, con il neuropatologo Franz Nissl. Tornato dal soggiorno in Germania, Cerletti frequentò il suo ultimo anno di corso presso l'Università di Roma, dove si laureò il 16 luglio 1901 presentando la tesi “Sopra i processi di assorbimento consecutivi a lesioni della sostanza cerebrale”. Assunto prima come assistente volontario e poi come assistente straordinario nella clinica diretta da Sciamanna, si adoperò per l'organizzazione di un laboratorio anatomopatologico. Nel 1905 ottenne la libera docenza in psichiatria e nel 1907 venne nominato assistente di ruolo.
Nel 1922 divenne direttore del laboratorio neurobiologico dell'Ospedale psichiatrico di Mombello, a Milano. Nel 1925 fu professore di neuropsichiatria all'Università di Bari, e nel 1928 subentrò ad Enrico Morselli come direttore della Cattedra di neuropsichiatria all'Università di Genova. Nel 1935 divenne direttore della clinica neuropsichiatrica dell'Università "La Sapienza" di Roma, dove sviluppò e introdusse insieme a Lucio Bini la terapia elettroconvulsionante per il trattamento di numerose forme di disturbo mentale.
Cerletti si sposò con Etta Marzolo ed ebbe due figli, il primogenito, Paolo, nato nel 1929 e la secondogenita, Margherita, nata nel 1932.
Nel 1946 divenne Presidente della Società italiana di Psichiatria e il 20 novembre dello stesso anno venne eletto consigliere comunale a Roma. Durante le consultazioni politiche del 1948 si schierò nelle file del fronte popolare guidato da Gian Carlo Pajetta. Il programma sostenuto fu quello tipico dell'intellettuale liberale poiché incentrò la propria propaganda sull'istruzione e la sanità. Nel 1950 ricevette la Laurea honoris causa dal Collège de Sorbonne dell'Università di Parigi. Massone, fece parte della Loggia Cristoforo Colombo di Roma e fu membro effettivo del Supremo Consiglio del Rito scozzese antico e accettato. Morì a Roma il 25 luglio 1963 per trombosi cerebrale. Fu sepolto nel cimitero di Chiavenna, vicino al padre e alla moglie Antonietta Marzolo (morta nel 1977).

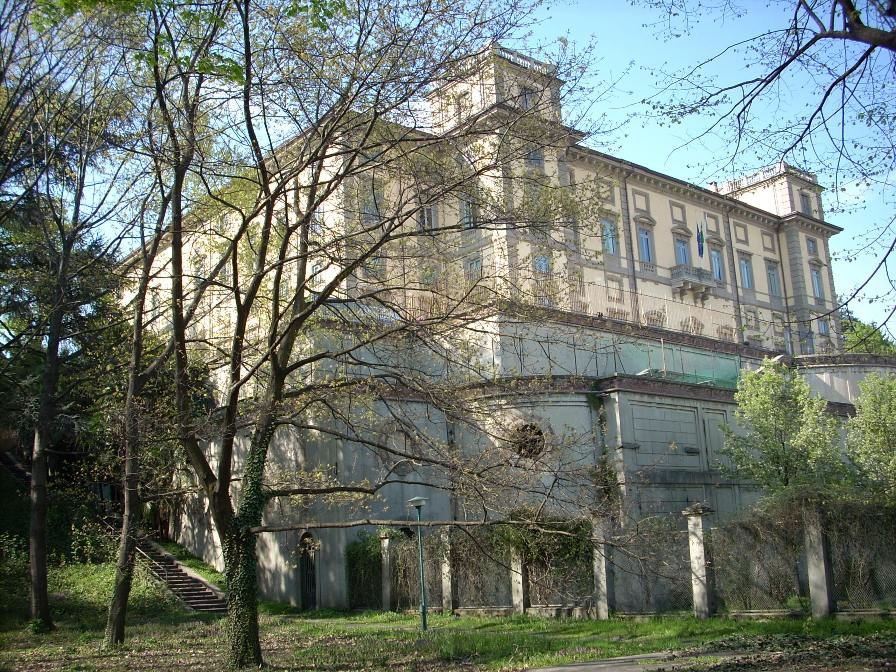
Ospedale psichiatrico Mombello, Limbiate (MI)

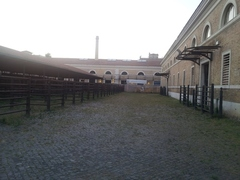
Stabilimento di Mattazione, lungotevere Testaccio (RM)

## Attività scientifica
Sin dal 1935, il metrazolo (un farmaco convulsivante) e l'insulina erano largamente usati in molti paesi per il trattamento della schizofrenia. Dal 1936 Cerletti iniziò a cercare un metodo più economico per effettuare lo shock sui propri pazienti poiché le condizioni indigenti tra le quali era costretto a lavorare lo persuasero della necessità di trovare un mezzo meno costoso per provocare la “salutare” crisi epilettica.
Arrivò a utilizzare l'elettroshock terapeutico sull'uomo dopo gli esperimenti da lui condotti sugli animali circa le conseguenze neurologiche di ripetute crisi epilettiche. L'idea di utilizzare la TEC su pazienti neuropsichiatrici gli venne dopo aver osservato alcuni maiali che venivano anestetizzati con una scarica elettrica prima di essere condotti al macello.
L'idea alla base dell'approccio era fondata sulle ricerche effettuate dal premio Nobel Julius Wagner-Jauregg sull'uso di convulsioni indotte attraverso la malaria per la cura di alcuni disturbi nervosi e mentali - come la demenza paralitica causata dalla sifilide - nonché sulle teorie sviluppate da Ladislas Meduna, secondo il quale la schizofrenia e l'epilessia erano disturbi antagonisti; ricerche e teorie che nel 1933 portarono Manfred Sakel a sviluppare la "terapia del coma insulinico" in psichiatria.
A Genova, e successivamente a Roma, usò apparati elettroconvulsivanti per provocare attacchi epilettici ripetibili e controllabili su cani e altri animali. Nel 1937 a Münsingen, in Svizzera, durante un convegno sulle nuove cure per la schizofrenia, il professore cercò consensi e collaborazione sull'impiego dell'elettricità come mezzo convulsionante ma il suo intervento passa del tutto sotto silenzio. Sempre nel 1937 si tenne in Italia un convegno sulle nuove cure per la schizofrenia dove il professore espose i dati ottenuti dalle prime ricerche.
Nella sua lunga attività di psichiatra e neurologo, Cerletti pubblicò 113 lavori scientifici, sulla patologia delle placche senili nella malattia di Alzheimer, sulla struttura delle cellule della glia, sul tessuto nervoso normale e patologico, sulla sifilide congenita, sugli ormoni e sul gozzo endemico.

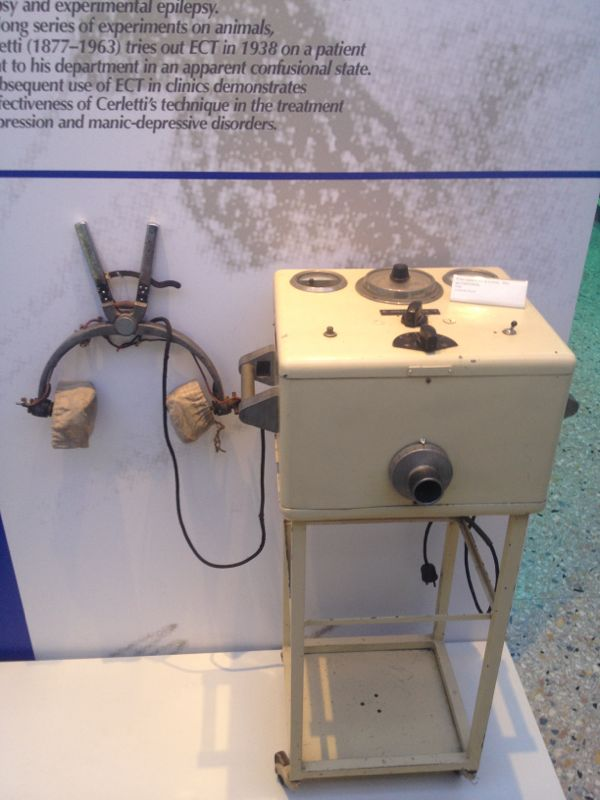
Macchina per elettroshock di Ugo Cerletti conservata al Museo di storia della medicina dell'università "La Sapienza" di Roma

## L'invenzione della terapia elettroconvulsivante
Cerletti usò per la prima volta la terapia elettroconvulsivante l'11 aprile del 1938, con un apparecchio messo a punto dal suo assistente Lucio Bini, su un paziente di quarant'anni affetto da schizofrenia con sintomi di delirio, allucinazione e confusione; una serie di elettroshock terapeutici permisero al paziente di tornare ad uno stato mentale di normalità. Dopo due mesi di prove sui pazienti Cerletti decise di presentare il nuovo metodo di cura alla comunità scientifica tenendo una relazione, con tanto di dimostrazione su un malato, all'Accademia di Roma di cui fu membro fin dal 1936. L'originale apparecchio fu utilizzato su un totale di 18 pazienti ed è oggi conservato presso il Museo di Storia della Medicina della Sapienza a Roma. Il successo fu immediato. Già nell'Ottobre del 1938 l'apparecchio per provocare lo shock passò dallo stato di prototipo alla produzione di massa.
Il professore rifiutò la proposta del suo assistente Lucio Bini di prendere insieme il brevetto poiché aveva deciso di astenersi dal ricavare benefici economici dalla propria scoperta. Ne derivò, in seguito, attrito tra i due. Conseguentemente, negli anni successivi, Cerletti e i suoi collaboratori effettuarono regolarmente gli elettroshock terapeutici sia su animali sia su pazienti neuropsichiatrici, arrivando a determinare l'affidabilità della terapia e la sua sicurezza e utilità nella pratica clinica, soprattutto per il trattamento della psicosi maniaco-depressiva e dei casi più gravi di depressione. Il suo lavoro e le sue ricerche ebbero un'influenza notevole e l'uso della terapia si diffuse velocemente in tutto il mondo.
Il dizionario medico Larousse riporta i valori utilizzati da Cerletti: 125-135 volt, 0,3-0,6 ampere, per 1/10 di secondo; specifica anche che una crisi si ottiene anche con soli 60 volt (assenza epilettica o infra-crisi). Gli apparecchi usati prendono il nome di "apparecchio di Lapipe e Rondepierre" e "apparecchio di Delmas-Marsalet". L'elettroshock agiva tramite una serie di modificazioni neurofisiologiche e neurochimiche attraverso un processo di “benefica semplificazione strutturale” cioè mediante la distruzione sparsa di neuroni.
Ancora oggi esistono molte teorie riguardo al meccanismo di azione. La terapia costituì una novità radicale poiché permise di provocare la crisi epilettica senza alcuna operazione chirurgica sul cervello o somministrazione di tossici convulsionanti. Inoltre l'elettroshock consentì uno studio frazionato dell'attacco epilettico: con il suo impiego fu cioè possibile studiare l'attacco completo nelle sue varie fasi attraverso un'opportuna graduazione dello stimolo elettrico. Purtroppo la terapia con il passare degli anni iniziò ad essere usata come mera applicazione tecnicistica delle cure somatiche.
Per il professore al centro di tutto doveva rimanere il rapporto fra il medico e il paziente poiché egli era fermamente convinto dell'importanza rivestita dal fattore psicologico sull'origine dei disturbi mentali. Infatti nei suoi ultimi anni di vita si batterà per “emancipare l'umanità dall'elettroshock” commissionando all'Istituto Antirabbico di Roma la preparazione di alcune fiale di materia cerebrale di maiale preventivamente sottoposto ad elettroshock. Alcuni pazienti, specie quelli affetti da melanconia e da gravi stati ansiosi trassero dei benefici da questo trattamento. Cerletti arrivò quindi alla conclusione che il cervello sottoposto ad elettroshock produceva particolari sostanze vitalizzanti e di difesa che contrastavano le malattie mentali. Queste sostanze vennero battezzate con il nome di “acroagonine”.

## Cerletti e la guerra
Allo scoppio della prima guerra mondiale Cerletti partì per il fronte al seguito della centuria Valtellina, per il settore Ortles-Cevedale, dove rivestì la carica di capitano medico. I primi anni trascorsi al fronte lo videro impegnato nel campo della logistica bellica. Egli rifletté sul modo di rendere meno visibile – e dunque più efficace e protetta – l'avanzata italiana proponendo di dotare l'esercito di speciali tute bianche per consentire ai soldati di avanzare mimetizzandosi nella neve.
Dal 1916, dopo essere stato trasferito ad Auronzo, sulle Dolomiti, iniziò a lavorare su un'arma speciale, la “spoletta a scoppio differito”, un ordigno programmato in modo tale da esplodere anche a distanza di parecchie ore dal momento del lancio. Nel 1918 fu già possibile farne uso su larga scala.

## Cerletti e il fascismo
Cerletti, come molti scienziati italiani, credette alla retorica del rinnovamento della scienza promessa dal nuovo governo fascista e il suo assenso formale al regime venne sancito il 31 luglio 1933 dalla tessera numero 0694914. Durante i primi anni di iniziale entusiasmo il suo consenso alla politica fascista non fu puramente formale. Egli era fermamente convinto del fatto che il Duce avrebbe saputo dirigere con più energia ed efficacia dei suoi predecessori le sorti scientifiche del paese.
Scrisse, seppure saltuariamente, sulla rivista fascista “Gerarchia” trattando la sezione dedicata alle cronache scientifiche. Progressivamente però Cerletti iniziò a prendere le distanze dal regime rimproverando in un paio di articoli del 1927 il governo per aver mancato l'impegno di incoraggiare economicamente la ricerca scientifica. Di fronte alle posizioni sempre più estremiste sostenute dal governo, Cerletti evitò però lo scontro aperto.

## Il Centro Studi Ugo Cerletti
Nell'ottobre 2014 è stato fondato a Conegliano un Centro Studi intitolato a Ugo Cerletti. Il centro svolge attività di ricerca nel campo del munizionamento di artiglieria dall'Ottocento ai giorni nostri, integrando il Museo degli Alpini adiacente.

### Inaugurazione
Il Centro Studi per la bonifica bellica è stato inaugurato dal direttore del Museo civico degli Alpini e dalla figlia di Ugo Cerletti il 31 ottobre 2014, alla presenza delle autorità locali. Il centro ha iniziato la sua attività con il recupero di un ramo dell'ex caserma Marras da parte dagli Alpini della sezione di Conegliano, struttura che espone numerosi reperti bellici di vari settori, nazionalità e calibri.

### Scopo del Centro Studi
La grande collezione di gusci metallici già in uso come proiettili d'artiglieria, di munizionamento, di armi bianche e da fuoco, disposta su un vasto spazio espositivo, è ora una propaggine del vicino museo. 
La familiarità che la popolazione locale ha con i ritrovamenti dei residuati bellici, dal momento in cui il vicino fiume Piave è stato uno dei fronti sul quale si è a lungo combattuto, ha contribuito alla necessità di informare i civili circa i rischi che si corrono quando ci si imbatte in oggetti utilizzati in guerra a scopi offensivi. 
Il materiale, reso inerte per ragioni di legge e regolarmente denunciato all'Autorità di P.S., è esposto per tutti coloro che sono desiderosi di approfondire le loro conoscenze storiche e funge anche da supporto tangibile per corsi di formazione e per percorsi didattici nelle scuole.

## Opere principali
- "American Journal of Psychiatry" Ugo Cerletti 1877–1963 Archiviato il 7 ottobre 2011 in Internet Archive., 156:630, aprile 1999
- "Analisi e significato dell'attacco epilettico", Ditta L.Pozzi Editore, Roma 1949
- "Animal experiments", Roma 1935-1939
- "Conclusione sulle acroagonine" in Recenti progressi in medicina, XIII [1952]
- "Contributo sperimentale alla conoscenza dei processi di fagocitosi nella sostanza cerebrale", Roma 1902
- "Die Gefässvermehrung im Zentralnervensystem" in Histol. u. histopathol.Arbeiten, IV, 1910
- "Die histopathologischen Veränderungen der Hirnrinde bei Malaria perniciosa" in Histol. u. histopatholv Arbeiten, 1910
- "Osservazioni cliniche sperimentali sul meccanismo curativo dello shock insulinico e cardiazolico", Roma 1935
- "Scoppio differito" Venezia 1977
- "L'elettroshock" estratto dalla Rivista Sperimentale di Freniatria, LXIV [1940]
- "Scritti sull'elettroshock", Roma 1935
- "Sopra alcuni rapporti fra le cellule a bastoncello (Stäbchenzellen) e gli elementi nervosi nella paralisi progressiva" in Rivista sperimentale di Freniatria, XXXI [1905]
- "Sulla corteccia cerebrale dei vecchi", Roma 1904
- "Sulla neuronofagia", Roma 1903
- "Sulla struttura della nevroglia" in Memorie d. Acc. d. Lincei, cl. di scienze fis., mat. e nat., s. 5, XI [1914]
- "Zur Stäbchenzellenfrage" in Folia Neurobiologica, III